# Gorges del Segre

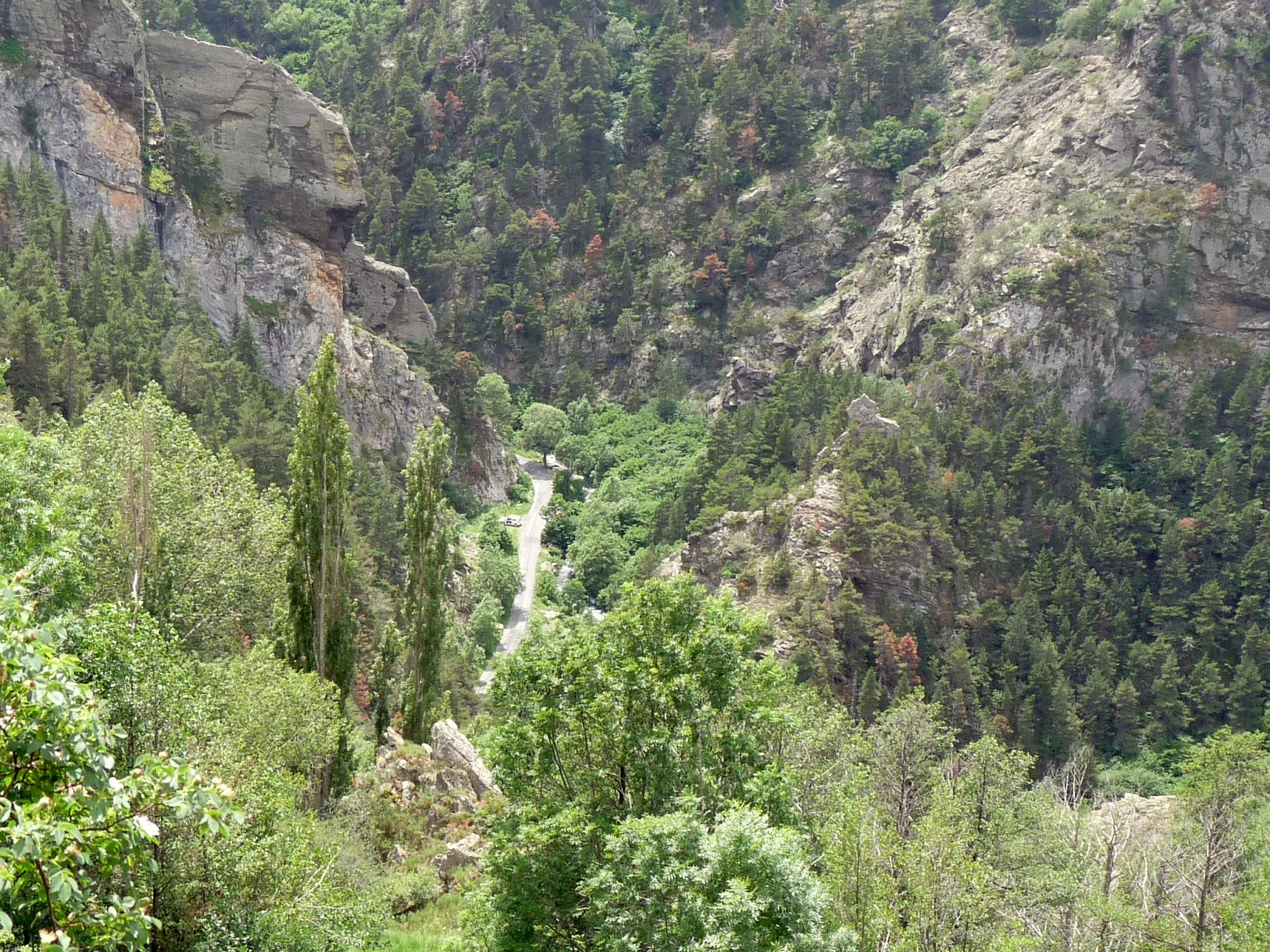
Les gorges, des del sud

Les Gorges del Segre és un congost del riu Segre en el terme comunal de Llo, de la comarca de l'Alta Cerdanya, a la Catalunya del Nord.
Estan situades a la zona central - septentrional del terme de Llo, bastant a prop al sud del poble d'aquest nom.
Malgrat ser un indret poc conegut, és objecte de freqüents rutes d'excursionisme i de bicicleta tot terreny.